# RoH 월드 텔레비전 챔피언십
RoH 월드 텔레비전 챔피언십(RoH Televsion championship)은 RoH의 챔피언십 중 하나다.
RoH에서는 중간급 챔피언십을 나타내며 트리플 크라운에 필요한 챔피언십이기도 하다.

## 역사
RoH 텔레비전 챔피언십은 2010년 1월 20일 토너먼트에서 에디 에드워즈가 데이비 리쳐즈를 꺾고 초대 챔피언이 되면서 역사가 시작된다.

## 기록들
- 초대 챔피언 : 에디 에드워즈
- 최장수 챔피언 : 에디 에드워즈 (280일)
- 최단 기간 챔피언 : 엘 제네리코 (48일)

## 역대 챔피언 선수 목록
- 에디 에드워즈 (초대 챔피언)
- 크리스토퍼 다니엘스
- 엘 제네리코
- 제이 리썰
- 마티 스컬 (현 챔피언)

## 같이 보기
- WWE 인터콘티넨탈 챔피언십
- WCW 유나이티드 스테이츠 챔피언십
- ECW 월드 텔레비전 챔피언십
- TNA X-디비전 챔피언십
- RoH 월드 퓨어 챔피언십
- GFW 넥스트 제너레이션 챔피언십